# Cmentarz żydowski w Bóbrce
Cmentarz żydowski w Bóbrce – został założony po 1700 roku. Jest położony zachód od centrum Bóbrki, niedaleko mostu. 
Cmentarz zniszczono w 1962 roku. Zachowało się około 20 macew. 